# 吉原毅
吉原 毅（よしわら つよし、1955年（昭和30年）2月8日- ）は、日本の実業家。城南信用金庫名誉顧問（元理事長）。麻布中学校・高等学校理事長。横浜商科大学理事長。原子力撤廃を標榜し、太陽光発電などによるクリーンエネルギーの導入を推進している。「人を大切にする、思いやりを大切にする」「原発に頼らない安心できる社会へ」を経営理念にしている。
城南信用金庫の第三代理事長である小原鉄五郎の薫陶を受け、相互扶助のための協同組織金融機関である信用金庫の原点回帰を経営方針に掲げる。

## 来歴・人物
東京都大田区蒲田で綱島出身の吉原良吉の次男として生まれる。大田区立大森第三小学校、麻布中学・高校卒業後、慶應義塾大学経済学部で、加藤寛から経済政策論や厚生経済学、井村喜代子からマルクス経済学、白井厚から社会主義思想を学び、卒業後は西部邁、小室直樹、渡部昇一らから社会思想を学ぶ。
1977年4月、城南信用金庫へ入職し、入新井支店に配属。東京銀行外国為替センターへの出向等を経て、企画部に赴任。企画部時代は小原鉄五郎から薫陶を受け、懸賞金付定期預金や民間版定額貯金、民間版住宅公庫ローン、貯蓄国債口座、スイスフラン通知預金、夢付き定期積金、ボーナス定期積金、独自プライムレート、乱数表付テレホンバンク、まんがディスクロなどの我が国初の新商品を開発し、金融制度調査会で預金保険機構限度額拡大、消費者専門部会の本則金利移行、金融リスク委員会でアセット・ライアビリティ・マネジメント理論発表などに携わる。また一括決済システムの原案（債権譲渡方式）を作成して全銀協（六行会幹事の三井銀行）に提案し金融業界全体の一括決済システムとして採用される。小原が提唱した「貸すも親切、貸さぬも親切」「お金は麻薬」を踏まえ「お金の本質は自己幻想による妄想」「お金は人を孤独にし、道徳や倫理を崩壊させる」「お金は時に人の心を狂わせ暴走させる」「金融機関の使命はお金を健全にコントロールすること」「健全なコミュニティの中でこそ健全なマネーが流れる」などを持論とする。
2010年に信用金庫の原点回帰を掲げて理事長に就く。「信用金庫は公共的使命をもった社会貢献企業」「金融機関の枠を超えたお客様応援企業」を掲げ、理事長の年収を支店長以下の1200万円に抑え、任期を理事長と会長の通算で最長4年、停年を60歳とし、四権分立、逆ピラミッド、現場による経営計画など異色の改革を断行し、店舗の使用電力を東京電力から購入することをやめ、自然エネルギーなどを使う電力会社に切り替える施策を講じた。2012年11月、東日本大震災の犠牲者の鎮魂と被災地復興支援、脱原発シンポジウムを目的とした社会貢献フェア（ビジネスフェアではない）として「よい仕事起こしフェア」を東京ドームで開催。「日本を明るく元気に」を同フェアのスローガンとした。「よい仕事起こし」とは日本労働者協同組合連合会 (WC) のスローガンであり、これに共鳴した吉原が永戸祐三理事長の許可を得て信金業界のフェアの名称としたものであり、その後のよい仕事起こしネット、よい仕事起こしプラザにつながる。2015年6月に任期を満了し、理事長から相談役に退いた。経営手法は、総合企画が早川憲治、被災地復興支援が新田輝夫、全国信金との関係強化および業績推進が大塚健一、人事が小泉博美など分権型経営に努め、福島正伸を招聘しての企業文化の改革、次世代役員の育成プログラムの導入、若手職員の意見反映、女性の支店長・役員への積極的な登用や障がい者雇用などのダイバーシティにも努めた。
2011年7月2日の報道特集と、報道ステーションは7月5日の「原発 私はこう思う」と2012年8月9日にコメンテーターとして出演し、経団連や同友会、商工会議所が原発推進を提言したことを批判して「大企業は原発を買い取って運営できるのか」「原発は採算が合わないので即時ゼロ」と主張した。2011年6月29日付の朝日新聞朝刊にインタビューが掲載されるなど各種メディアへ露出が多く、小出裕章、明峯哲夫、田中優、落合恵子、広瀬隆、小林よしのり、神谷光徳、前川喜平、古賀茂明などとともに数多くのシンポジウムなどに論客として参加している。岩井俊二監督の劇場映画「friends after 3.11」、河合弘之監督の劇場映画「日本と再生 光と風のギガワット作戦」に出演。日経ビジネス「異説異論」および「賢人の警鐘」のコラムに2年間にわたり連続して寄稿する。 西川善文は吉原が主導した城南信金の脱原発宣言を『英断』と称した。2012年11月に城南総合研究所を創立して所長に就き、初代名誉所長に加藤寛、2代目名誉所長に小泉純一郎をそれぞれ迎え、「原発即時ゼロを決断すれば、自然エネルギーや新世代火力などのエネルギー革命により、日本経済は発展する」と主張している。2018年3月と2019年3月には「朝まで生テレビ」に出演し「もう一度事故が起きたら貴方達は切腹して責任がとれるのか」と主張して原発推進論者を黙らせ、その無責任さを明らかにした。2017年4月に小泉純一郎、細川護熙、河合弘之、中川秀直、近江屋信広、嘉田由紀子、飯田哲也、鎌田慧、下村満子、湯川れい子、木村結、志村節子、村田光平、中原伸之、福岡正夫、金子勝、島田晴雄、原田博史、楠達史、小宮武夫、海渡雄一、井戸謙一、柳田真、吉岡達也、三上元、香山リカ、古川享、佐藤彌衛門、鹿島俊平太、坂本隆一、野中ともよらと原発ゼロ自然エネルギー推進連盟（略称原自連）を設立し会長に就任し、大学や生協、市民団体、中小企業家同友会、仏教、キリスト教、生長の家（年間講師として全国を講演する）など、立場の左右を問わず全国を講演するほか2018年1月には「原発ゼロ自然エネルギー推進基本法案」を発表。城南信用金庫としても全国規模で太陽光や小型風力などの自然エネルギー設備への投融資を積極的に推進する。
2015年1月に品川区内に店舗を有するさわやか信用金庫、芝信用金庫、目黒信用金庫、湘南信用金庫、城南信用金庫の5信用金庫による金融界初の成年後見法人である一般社団法人しんきん成年後見サポートを設立し理事長に就任。品川区社会福祉協議会と連携し高齢化社会に対応するための社会貢献事業を開始。2016年には最高裁や日弁連、内閣府と連携し、従来の「後見支援信託」に併立・代替される新たな方策（「後見支援預金」）を提言し、同商品案は2017年3月に閣議決定された成年後見制度利用促進基本計画に盛り込まれ、2018年3月より各信用金庫で取り扱いを開始した。高齢者福祉についての意識が遅れていた金融界で、成年後見と家族信託の分野で啓蒙に努めており、しんきん成年後見サポート沼津、しんきん成年後見サポート花巻などの高齢者福祉会社の設立を支援。2020年6月週刊金融財政事情に成年後見に代替する金融サービスとして花巻信用金庫やアメリカで行われている認知症後も代理人を継続するスキーム（継続委任契約）を紹介し、翌年2月に全銀協はこれを認める見解を発表し、三菱UFJ銀行グループや城南信用金庫での新たな高齢者向けサービス開発に繋がった。
城南信用金庫および産業組合中央会の創立者である加納久宜（元上総一宮藩主）の研究ならびに協同組合の歴史と理念の啓蒙に努めており、全国の信用金庫、農協、生協などで講演活動を行っている。アダム・スミスの国富論を論拠に「株式会社は欠陥だらけの企業システムであり、協同組合こそ人類の歴史の正当な継承者である」との持論を展開。2012年の国際協同組合年を契機に他協同組合との連携を模索し、2016年から日本社会連帯機構の副理事長、2017年から日本労働者協同組合連合会の理事・顧問を務めるなど全国のワーカーズコープ運動にも尽力する。
ピーター・ドラッカー、ヘンリー・ミンツバーグ、エドワード・L・デシ、ダニエル・ゴールマンらの経営理論を背景に、グローバル資本主義や成果主義、攻めのガバナンス論などのアメリカ型経営を批判し、年功序列をグローバルスタンダードにすべしなど日本的経営の優位を主張して、報道2001などで持論を展開した。NIFTYの金融プロフェッショナルフォーラムFKINYU創立に参加し、「よっしー」のハンドルネームで議長として高橋洋一と郵貯問題や金融工学などを議論した。明治学院大学客員教授、千葉商科大学特命教授を歴任。

## 略歴
- 1955年 - 東京都生まれ。
- 1973年 - 麻布高校卒業
- 1977年 - 慶應義塾大学経済学部卒業。城南信用金庫へ入職し、入新井支店配属。
- 1983年 - 企画部配属となり、小原鉄五郎会長の薫陶を受ける。
- 1992年 - 理事兼企画部長
- 1996年 - 常務理事
- 2000年 - 専務理事
- 2006年 - 副理事長
- 2010年 - 理事長
- 2013年 - 公益財団法人小原白梅育英基金理事長
- 2015年 - 相談役
- 2016年 - 日本社会連帯機構副理事長
- 2017年
  - 城南信用金庫顧問
  - 学校法人麻布学園理事長
  - 立正大学評議員
  - 日本労働者協同組合連合会理事
  - 原発ゼロ自然エネルギー推進連盟会長
- 2018年
  - 千葉商科大学理事・評議員
  - 黄綬褒章
- 2020年
  - 城南信用金庫名誉顧問
  - 横浜商科大学評議員
- 2021年
  - 株式会社良知経営社外取締役
- 2023年
  - 労働者協同組合ワーカーズコープセンター事業団監事
  - NPO教育支援協会南関東監事
- 2024年
  - 千葉商科大学副学長・理事・評議員
  - 横浜商科大学理事・評議員
  - YWCA東京顧問
  - NPOアウアプラネットＴV監事
  - かながわ農福連携推進協会会長
- 2025年
  - 横浜商科大学理事長

## 著書
- 『信用金庫の力――人をつなぐ、地域を守る』岩波書店 2012年 ISBN 978-4002708508。
- 『城南信用金庫の「脱原発」宣言』クレヨンハウス 2012年 ISBN 978-4861012242。
- 『NO NUKES2012』小学館ｽｸｳｪｱ「企業も経済も、人の幸せのためにならないなら存在する価値はない」2012年 ISBN 978-4797987379。
- 『脱原発のための平和学』法律文化社、国際基督教大学平和研究所編 第3章 原発に頼らない安心できる社会へ 2013年 ISBN 978-4589035394。
- 『日本再生最終勧告―原発即時ゼロで未来を拓く」ビジネス社 加藤寛との対談 2013年。ISBN 978-4828417011。
- 『原発とグリーンとお金のはなし』マガ9ブックレットNO.2 いとうせいこうとの対談 2013年。
- 『池上彰が読む小泉元首相の「原発ゼロ」宣言』径書房、池上彰著 インタビュー 2014年 ISBN 978-4770502209。
- 『原発ゼロで日本経済は再生する』角川学芸出版 2014年 ISBN 978-4046534255。
- 『私の貧乏物語』岩波書店、2016年「銀行に成り下がるなの教え お金のためではなく、人間のための社会を」ISBN 978-4000611534。
- 『幸せになる金融 信用金庫は社会貢献』神奈川新聞社 2018年 ISBN 978-4876455799。
- 『世界の常識は日本の非常識 自然エネは儲かる！』講談社、2018年 ISBN 978-4065138014。
- 『「過干渉」をやめたら子どもは伸びる』小学館、尾木直樹、西郷孝彦との共著 2020年 ISBN 978-4098253708
- 『この国の「公共」はどこへゆく』花伝社、寺脇研、前川喜平との共著 2020年 ISBN 978-4763409492。
- 『高齢社会における信託制度の理論と実務』日本加除出版、新井誠・編集 第2編第3章 家族信託の発展と金融機関の対応について 2017年 ISBN 978-4817843791。
- 『高齢者の資産と生活を守る！―信用金庫の挑戦』ビジネス教育出版社 2020年ISBN 978-4828308227。
- 『成年後見・民事信託の実践と利用促進』日本加除出版、澁谷彰久他編 第2編第30章 高齢者福祉における信用金庫の役割について 2021年ISBN 978-4817847706
- 法華（一般財産法人法華会第100号）「世の人々の幸せを祈って」- 坂詰秀一、久保田正尚との鼎談
- 日経ビジネス・コラム「異説異論」連載 (2014.7.21～2015.3.9)
- 日経ビジネス・コラム「賢人の警鐘」連載 (2015.6.1～2015.11.9)
- 日経ビジネス「2016徹底予測」特集号・「賢人が読み解く2016年」
- 世界（岩波書店2011年11月号）「脱原発へ、信用金庫にできること」
- 世界（岩波書店2012年11月号）「新しいエネルギー社会を協同の力で」
- 科学（岩波書店2013年2月号）「お金の弊害から新たな幸福論へ」（神野直彦東京大学名誉教授との対談）
- 週刊金融財政事情「お金がすべての考えを捨て去り信用金庫本来の姿を取り戻す」(2011.1.3-10)
- 週刊金融財政事情「城南信金の脱原発宣言」(2011.6.6)
- 週刊金融財政事情「全員参画型経営を目指す城南信用金庫」(2014.9.29)
- 週刊金融財政事情「超高齢社会における家族信託活用のススメ」(2016.7.4)
- 週刊金融財政事情「地方再生の切り札となるソーラーシェアリングへの融資」(2017.3.6)
- 週刊金融財政事情「城南信用金庫のダイバーシティ・インクルージョン 普通の女性の登用により実現する真の多様性尊重とガバナンス強化」(2018.7.30)
- 週刊金融財政事情「実績上げる信用金庫発の成年後見サポート」(2019.6.10)
- 週刊金融財政事情「成年後見制度を代替する認可不要の信託スキームの提言」(2020.6.1)